# Oda llatina, BWV Anh. 20
{{Infotaula obra musicalL'Oda llatina, BWV Anh. 20 és una cantata perduda de Bach, estrenada a Leipzig el 9 d'agost de 1723, per l'aniversari del Duc Friedrich II de Saxe-Gotha. L'obra s'interpretà en una cerimònia acadèmica a la Universitat de Leipzig; a pesar que el llibret fou publicat, tant el text com la música s'han perdut.